# Acrocercops pentalocha
Acrocercops pentalocha là một loài bướm đêm thuộc họ Gracillariidae. Loài này có ở Karnataka, Ấn Độ. Nó được miêu tả bởi Edward Meyrick năm 1912. Ấu trùng ăn Mangifera indica.